# Yeniköy, Göynücek
Yeniköy là một xã thuộc huyện Göynücek, tỉnh Amasya, Thổ Nhĩ Kỳ. Dân số thời điểm năm 2010 là 66 người.